# Los Llanos de Aridane
Los Llanos de Aridane ist eine der 14 Gemeinden auf der Kanarischen Insel La Palma. Sie liegt überwiegend im Valle de Aridane, einem in Nordsüdrichtung ausgedehnten Plateau zwischen der Küste an der Westküste und der Vulkankette Cumbre Vieja in der Mitte der Insel. Die Nord-Süd-Ausdehnung der Gemeinde beträgt etwa 14 km. Im Norden befindet sich ihr gleichnamiger Hauptort mit der Gemeindeverwaltung. Dieser liegt auf einer Höhe von 325 Metern über dem Meeresspiegel und ist flächenmäßig einer der kleinsten der Gemeinde.

## Geschichte
Der Hauptort entstand im frühen 16. Jahrhundert; so ließ Jacomo de Monteverde ab 1522 die Kirche Nuestra Señora de Los Remedios erbauen. Die Zahl der Bewohner von Los Llanos nahm zwischen den Volkszählungen von 1768 und 1787 um 101 ab, was mit einer starken Auswanderung nach Kuba erklärt wird. Auf Grundlage bereits bestehender Pfarreien bildete Los Llanos im August 1812 zusammen mit El Paso, Tazacorte und Argual die gleichnamige politische Gemeinde. Am 13. April 1837 kam von der Kanarischen Regierung der Vorschlag, El Paso mit Tacande und Umgebung zu einer von Los Llanos unabhängigen Gemeinde mit eigenem Rathaus zusammenzuschließen. Ein paar Monate später wurde das Vorhaben verwirklicht, und Los Llanos verlor somit einen beträchtlichen Teil seiner Größe. 1868 erhielt Los Llanos per königlichem Dekret den Titel Villa; nach der Inselhauptstadt Santa Cruz de La Palma galt sie nun als die wichtigste Stadt der Insel. Am 16. September 1925, während der Diktatur von Primo de Rivera, wurde Tazacorte ebenfalls von Los Llanos ausgemeindet. Zu diesem Zeitpunkt war Tazacorte mit 2316 Einwohnern der bevölkerungsreichste Gemeindeteil mit dem größten Wirtschaftswachstum.
Die Gemeinde Los Llanos de Aridane hat sich im Laufe der Zeit zur einwohnerstärksten der Insel entwickelt und damit in den 1990er Jahren Santa Cruz de La Palma übertroffen. Den Zusatz „de Aridane“ trägt sie zur Unterscheidung von anderen gleichnamigen Orten seit Mitte des Jahrhunderts.
Der zur Gemeinde Los Llanos gehörende Ort Puerto Naos ist, neben Los Cancajos in der Gemeinde Breña Baja, eines der beiden touristischen Zentren La Palmas. Heute ist Los Llanos de Aridane das wichtigste Wirtschaftszentrum im Westen der Insel.
Beim Vulkanausbruch 2021 wurde der im Süden gelegene zur Gemeinde Los Llanos gehörende Ort Todoque mehrheitlich zerstört.

## Charakter
Der Charakter der Altstadt von Los Llanos ist geprägt durch die im Zentrum des Ortes befindliche Plaza de España mit der dreischiffigen Pfarrkirche Nuestra Señora de Los Remedios aus dem 16. Jahrhundert, teils im Mudéjar-Stil, dem 1945 erbauten Rathaus (Ayuntamiento) im regionalen Stil und den angrenzenden Straßen wie die Fußgängerzone der Calle Réal.
Mehrere, heute mächtige Chinesische Feigenbäume auf der Plaza de España und Avenida Dr. Fleming wurden 1863 von kubanischen Emigranten mitgebracht und bieten Schatten für die Straßencafés am Platz, die von Einheimischen wie Touristen gern aufgesucht werden.
In Argual Abajo hatten rund um die Plaza de Sotomayor die spanischen Eroberer Ende des 15. Jahrhunderts ihre erste Siedlung  errichtet. Mit dem Zuckerrohranbau erwarben die ansässigen Adelsfamilien im 16. und 17. Jahrhundert ein immenses Vermögen. Ihre Gutshäuser sind am Plaza de Sotomayor größtenteils noch erhalten. Für die Zuckergewinnung betrieb die Familie Monteverde in Argual eine Zuckerrohrmühle, die durch Wasser aus der Caldera angetrieben wurde. Das Wasser wurde über das zwischen 1555 und 1557 errichtete und heute noch teilweise erhaltene Aquädukt geleitet.
Im Barranco de Las Angustias, einem Landschaftsschutzgebiet im Norden der Gemeinde (Barrio Argual), steht die Wallfahrtskirche Nuestra Señora de las Angustias aus dem 16. Jahrhundert.
Ganz im Süden der Gemeinde gibt es im Barrio Las Manchas die sehenswerte Plaza de La Glorieta mit ihren Mosaiken und Bepflanzungen, die von Luis Morera, einem Schüler von César Manrique, entworfen wurde. Etwas nördlich davon gibt es im Lavafeld, das beim Vulkanausbruch 1949 entstand,  mehrere Lavatunnel, von denen die  Cueva de las Palomas und die Cueva el Vidrio begehbar sind.
Von den als Naturdenkmäler geschützten und im Monumento Natural de los Vólcanes de Aridane zusammengefassten Vulkankegeln Montaña de Argual (320 m), Montaña de Triana (363 m), Montaña de La Laguna (342 m) und Montaña de Todoque (349 m) liegen nur die beiden erstgenannten auf dem Gebiet der Gemeinde Los Llanos de Aridane.

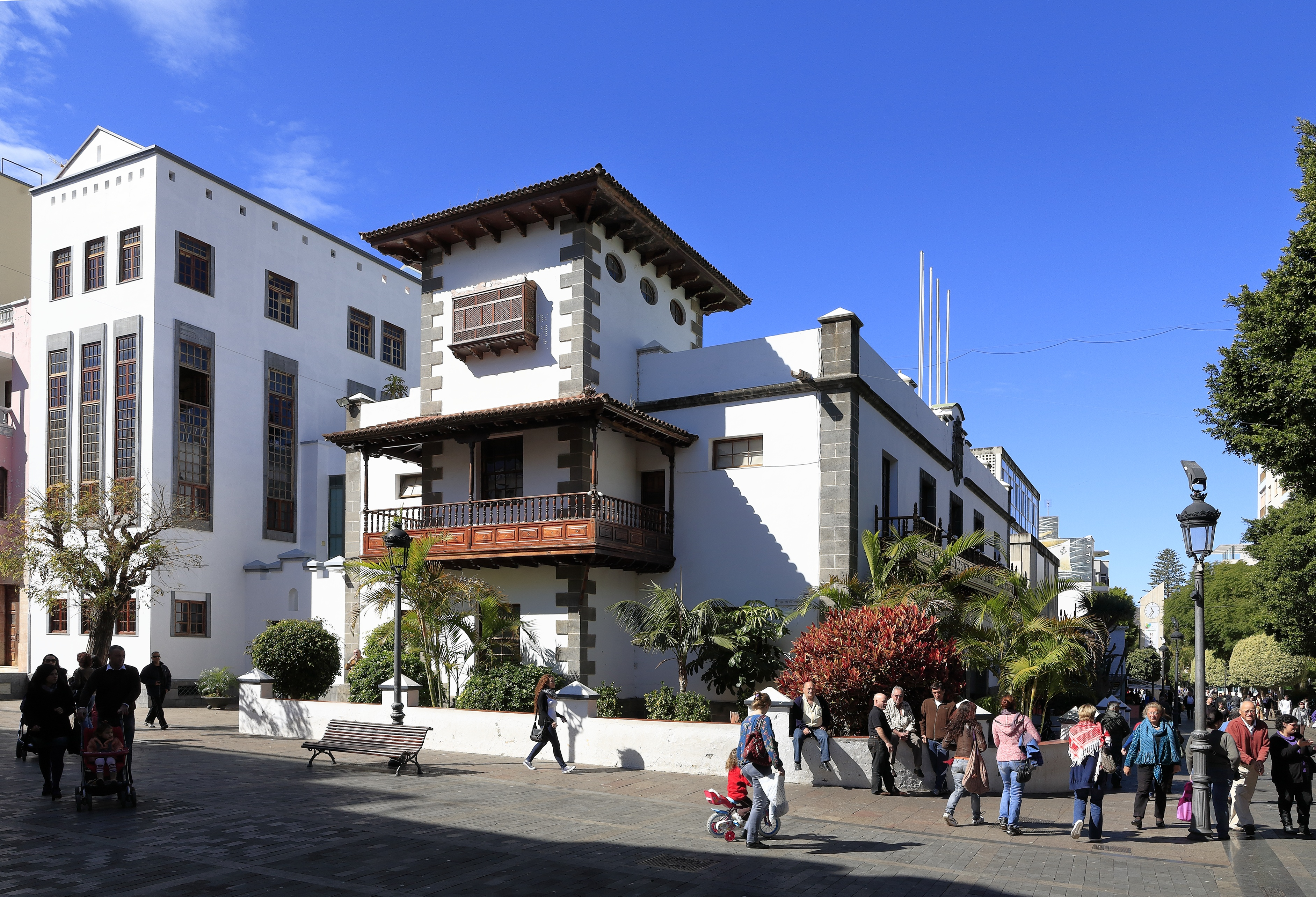
Ayuntamiento (Rathaus) im Hauptort
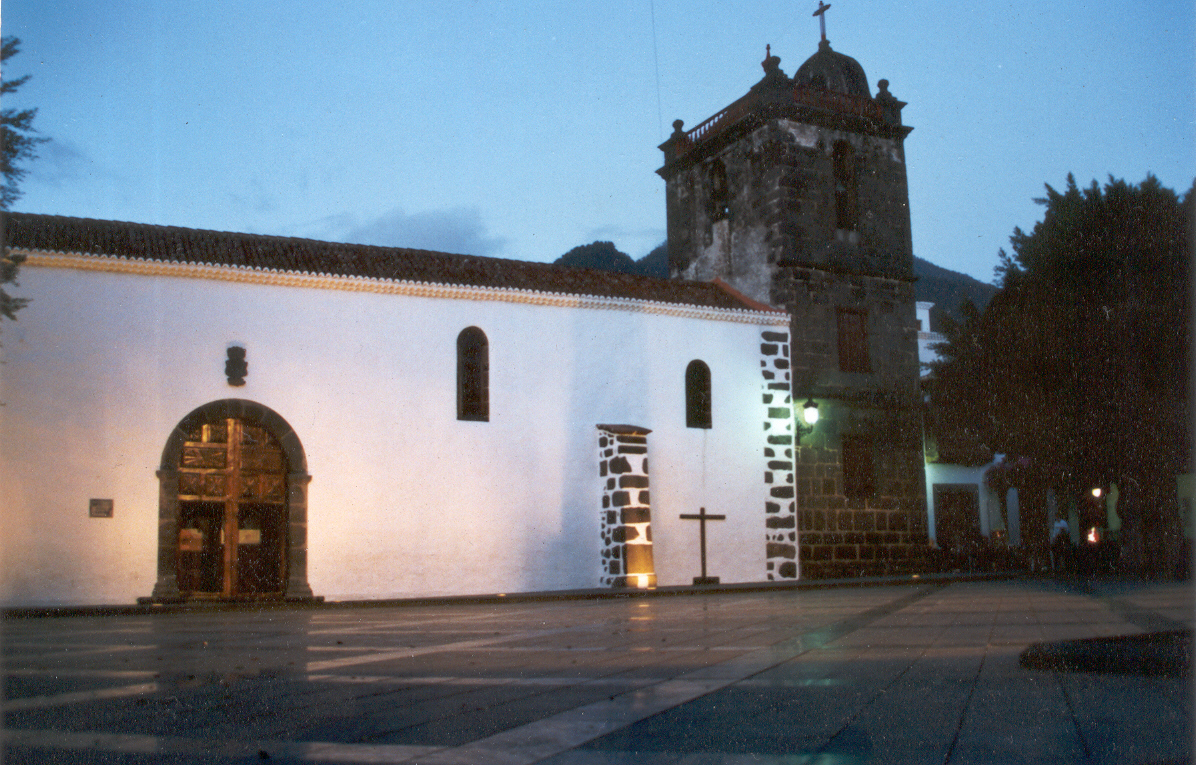
Nuestra Señora de Los Remedios in der Altstadt
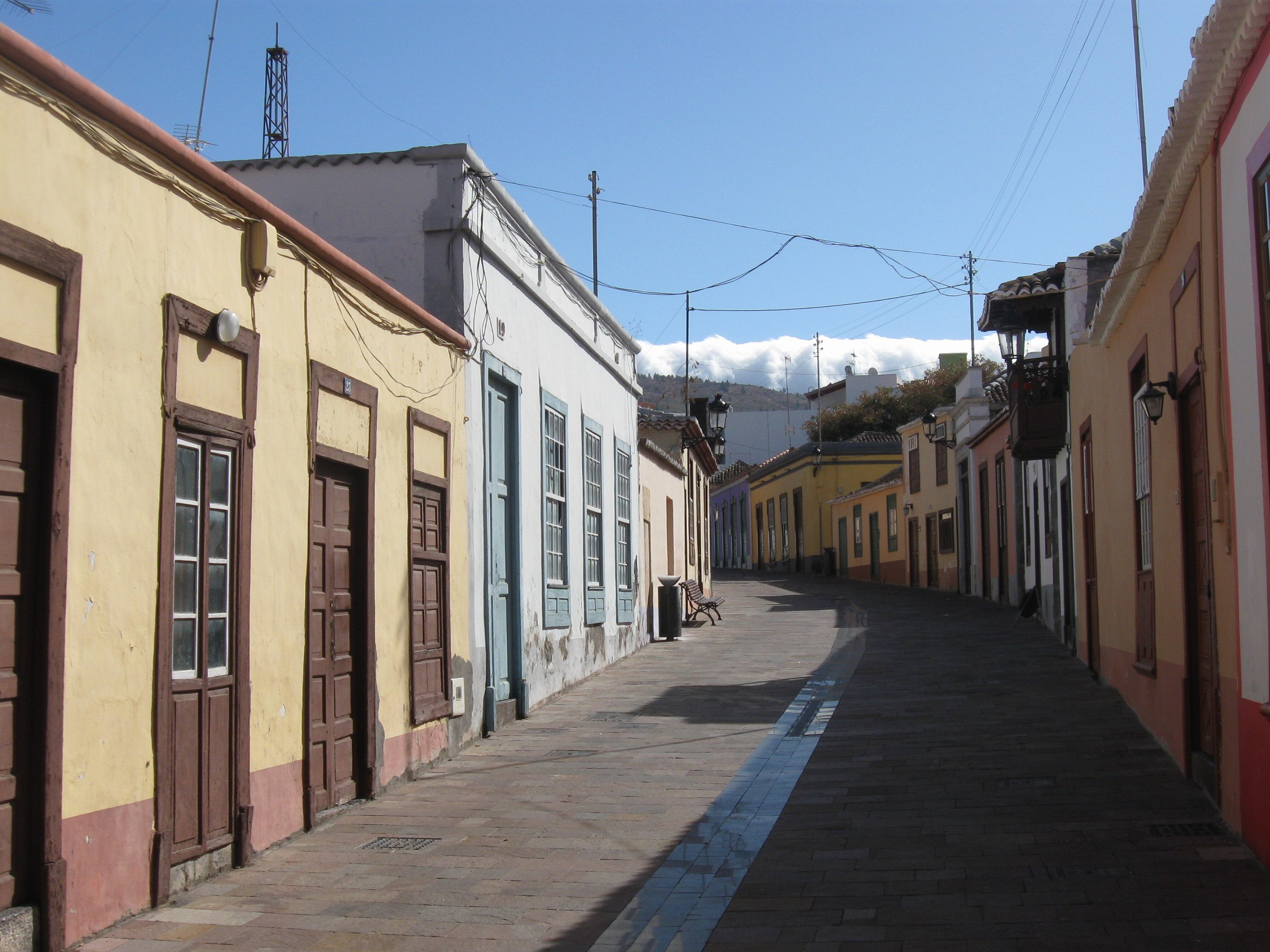
Calle Real, Straße in der Altstadt
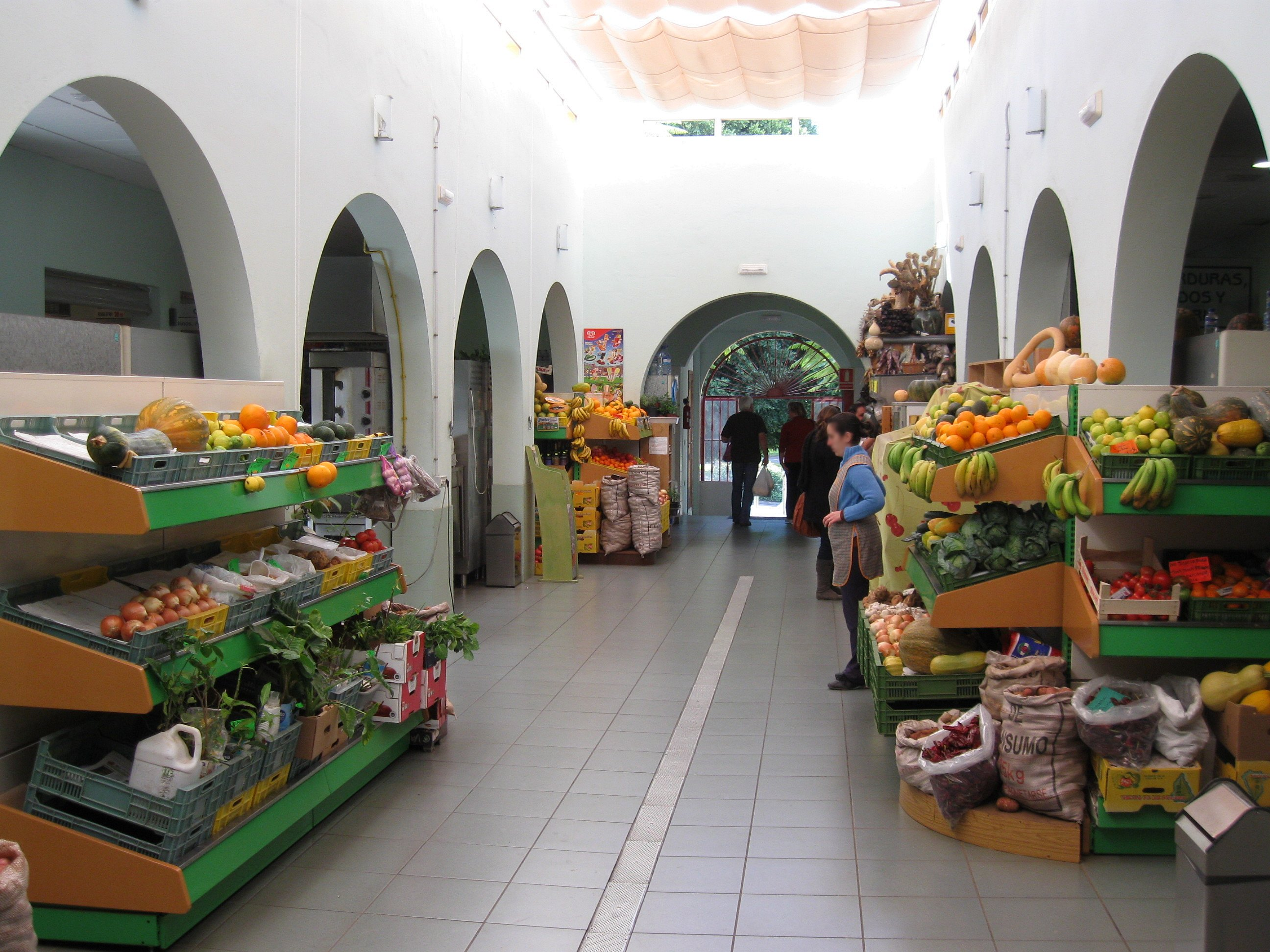
Markthalle in der Kernstadt
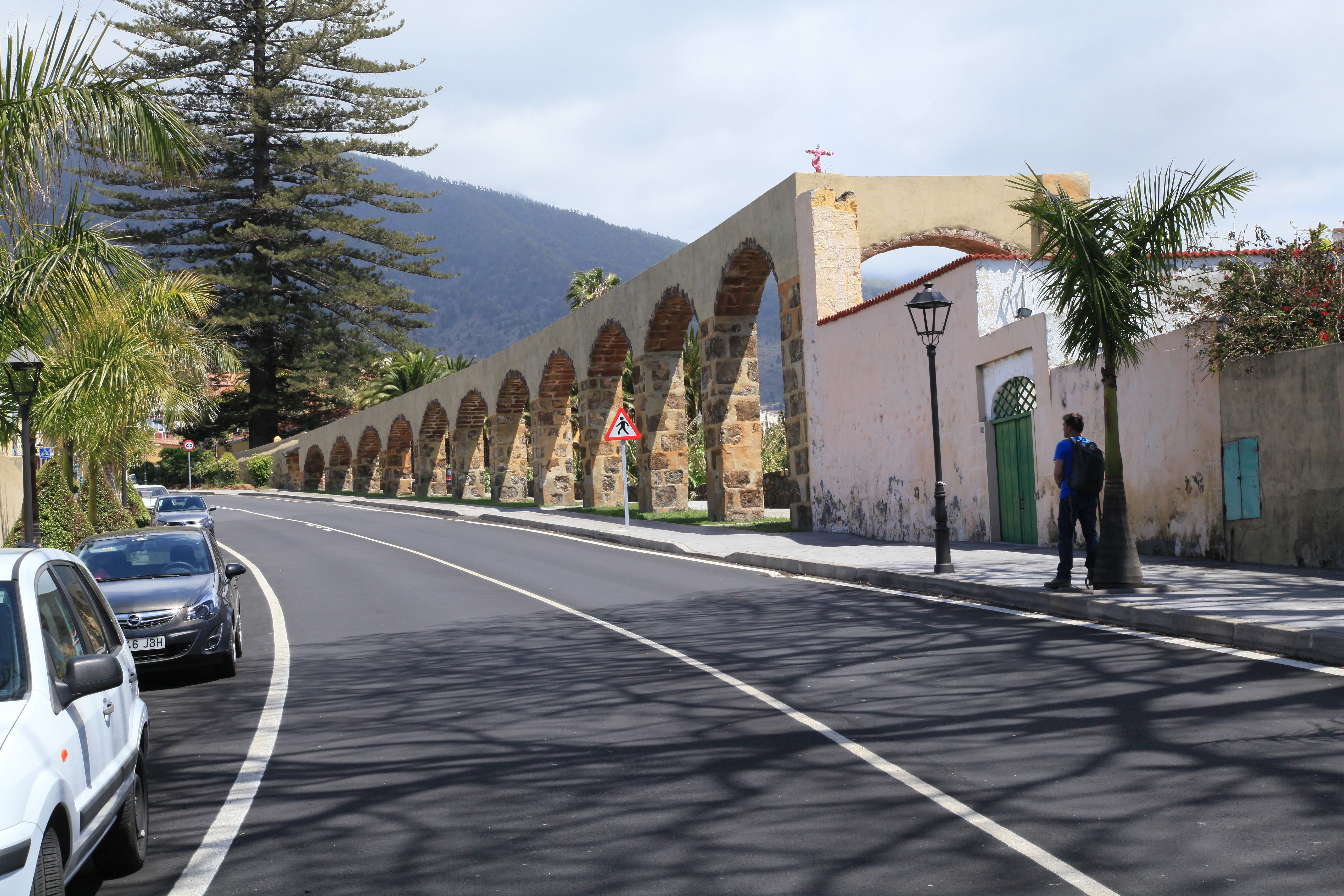
Acueducto de Argual im Barrio Argual
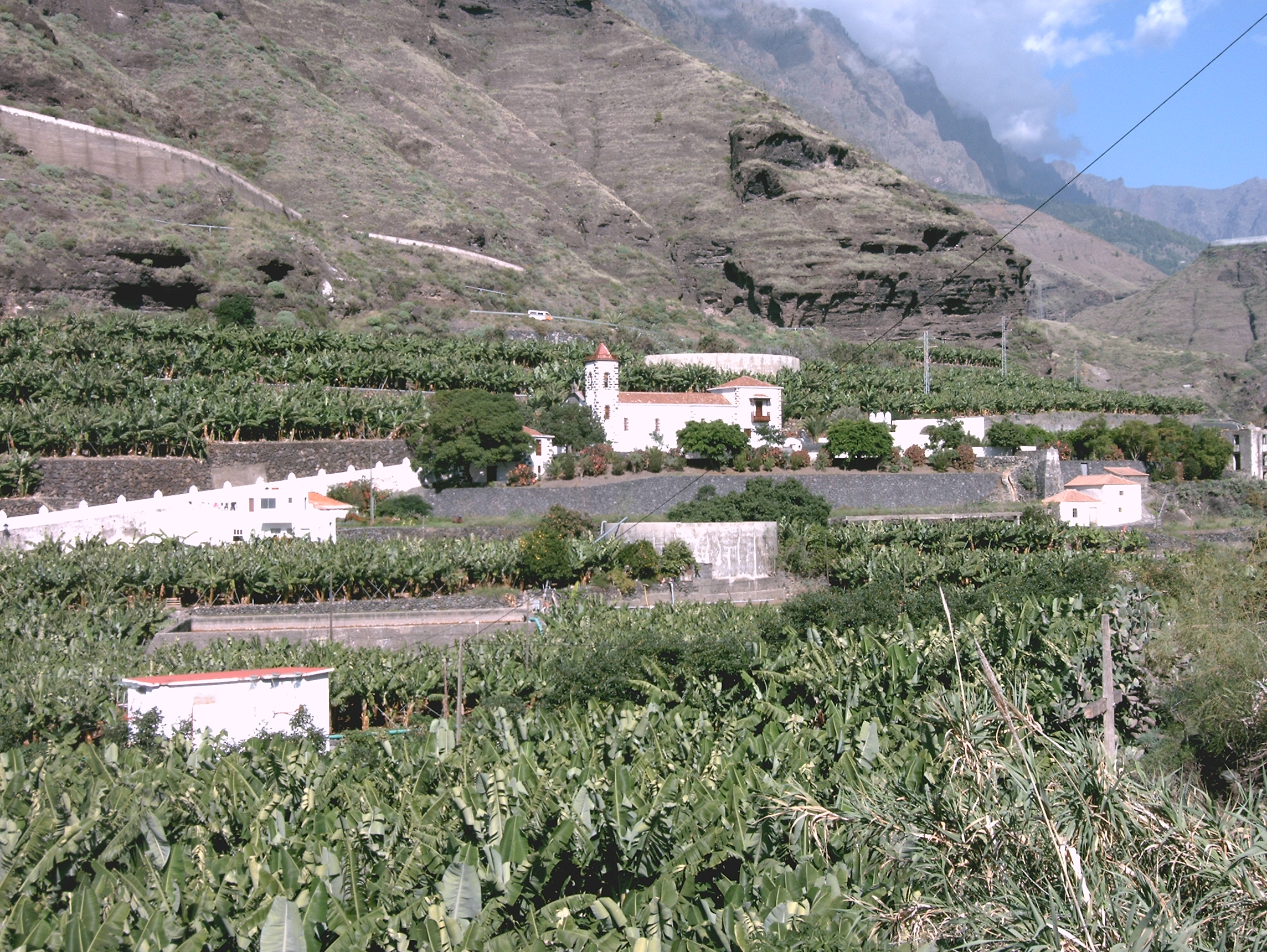
Nuestra Señora de las Angustias westlich des Ortes Argual
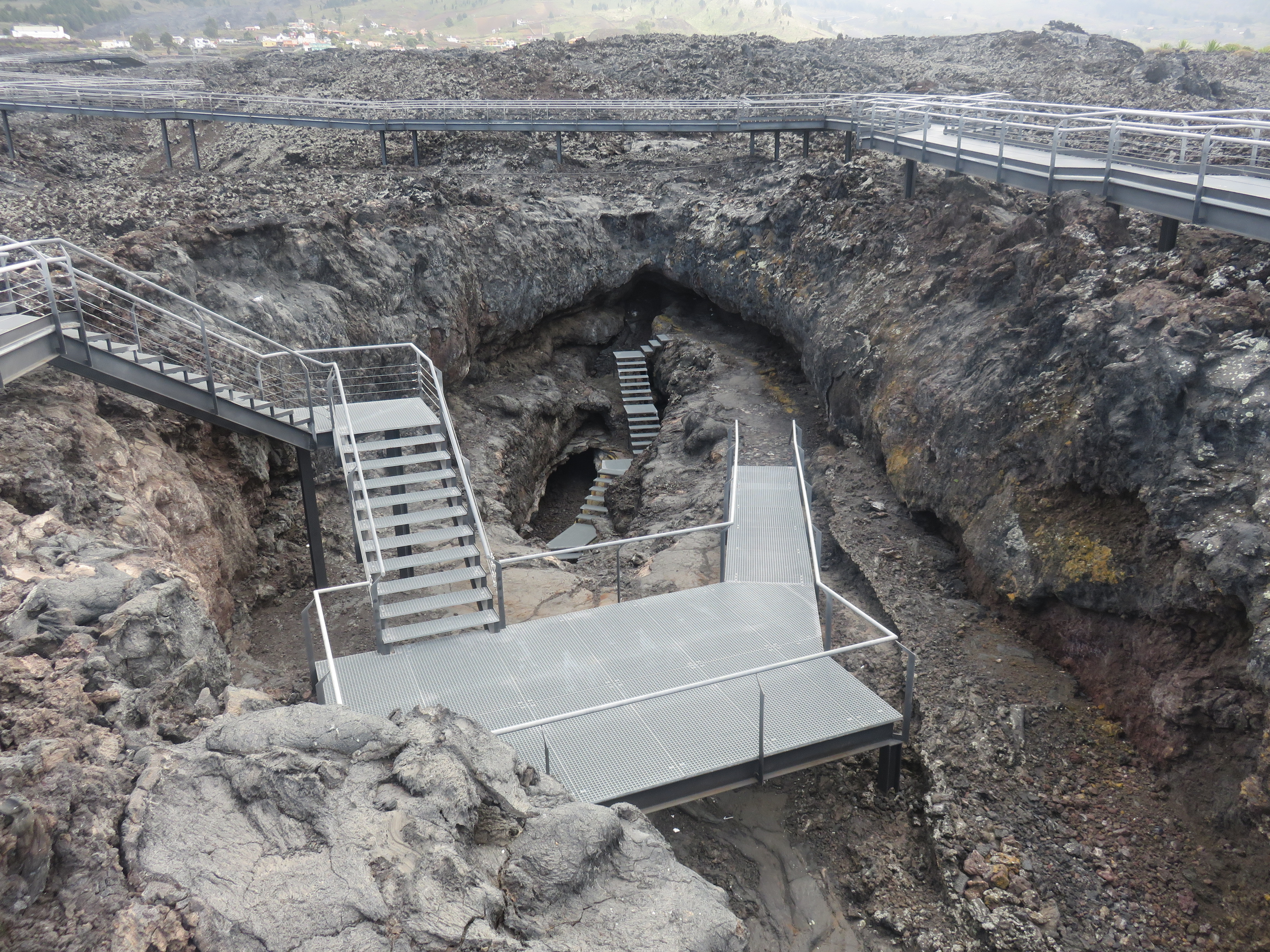
Zugang zur Lavaröhre Cueva de las Palomas im Süden der Gemeinde (Barrio Las Manchas)

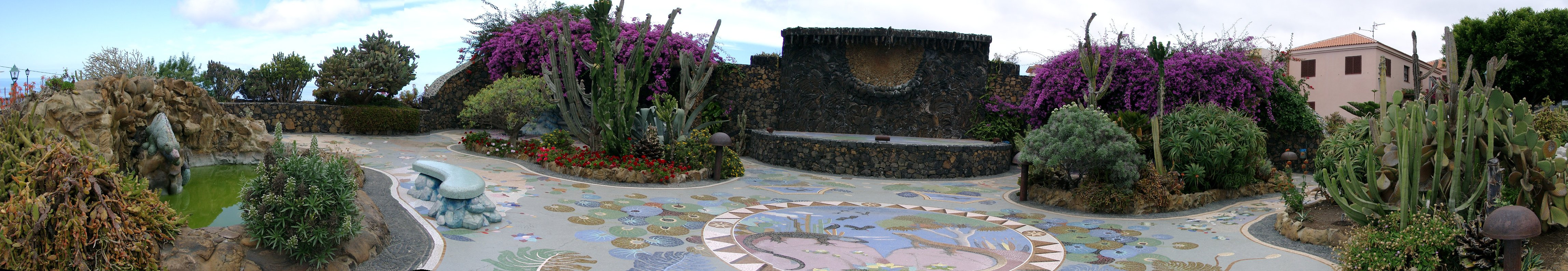
Plaza de La Glorieta im Barrio Las Manchas
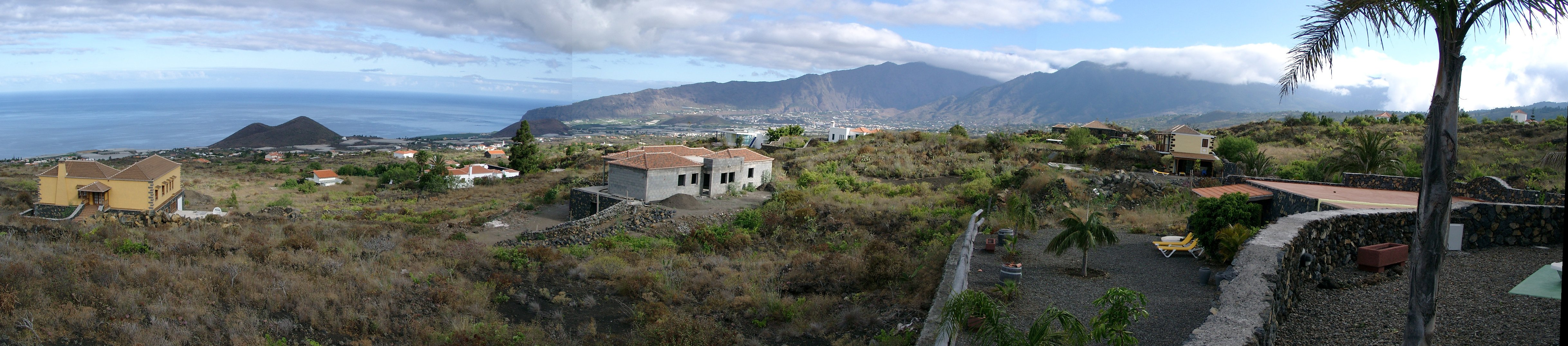
Blick über Todoque auf die Westküste und die Caldera im Norden (2006)

### Museen
- Archäologisches Museum Museo Arqueológico Benahoarita. Es zeigt seit 2007 Exponate aus der Zeit der Benahoaritas auf La Palma.
- Weinbaumuseum Casa Museo del Vino in Las Manchas.
- Im 1949 entstandenen Lavafeld wurde 2017 das Besucherzentrum Centro de interpretation de las cavidades volcanicas Canos de Fuege errichtet und im April 2019 eröffnet. Das Gebäude steht über der oberen (östlichen) Lavaröhre, der Cueva El Vidrio. Von ihm aus ist ein etwa 15 Meter langes Stück der Röhre begehbar. Eine längere  Röhre, die Cueva de las Palomas, liegt großteils auf der anderen Seite einer das Lavafeld querenden Straße. Ihr Eingang befindet sich an ihrem unteren Ende. Von der Straße aus wurde bis dort hinunter  (wie auch bis zum nahen Besuchszentrum auf der anderen Seite) ein rollstuhlgängiger Hochweg über der Lava errichtet.[15]

### Botanischer Park
Der Parque Antonio Gómez Felipe (auch: El pequeño jardín botánico) ist ein kleiner Park südlich der Innenstadt von Los Llanos im Barrio Triana. Sein oberer Teil wurde von Luis Morera und Natan Teutsch im Jahr 2010 neu gestaltet. Der besondere Reiz des Gartens besteht in der Zusammenstellung von bizarren Lavabrocken, Teichen und Wasserfällen mit vorwiegend endemischen Pflanzen zu ästhetisch ansprechenden Gebilden. Als Inspiration für diesen Garten diente das Triptychon „Der Garten der Lüste“ von Hieronymus Bosch.

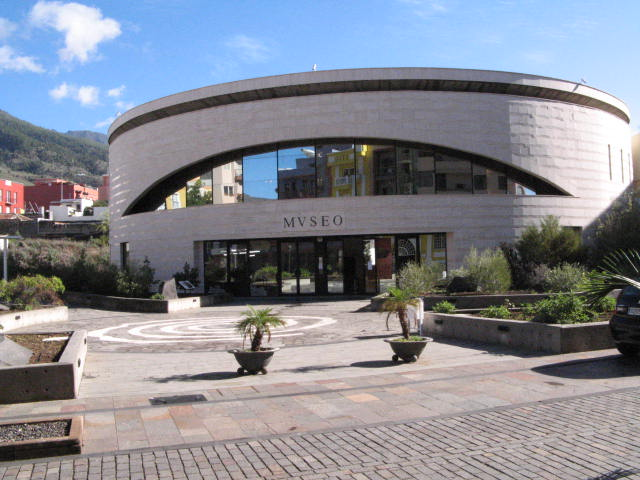
Museo Arqueológico in Los Llanos
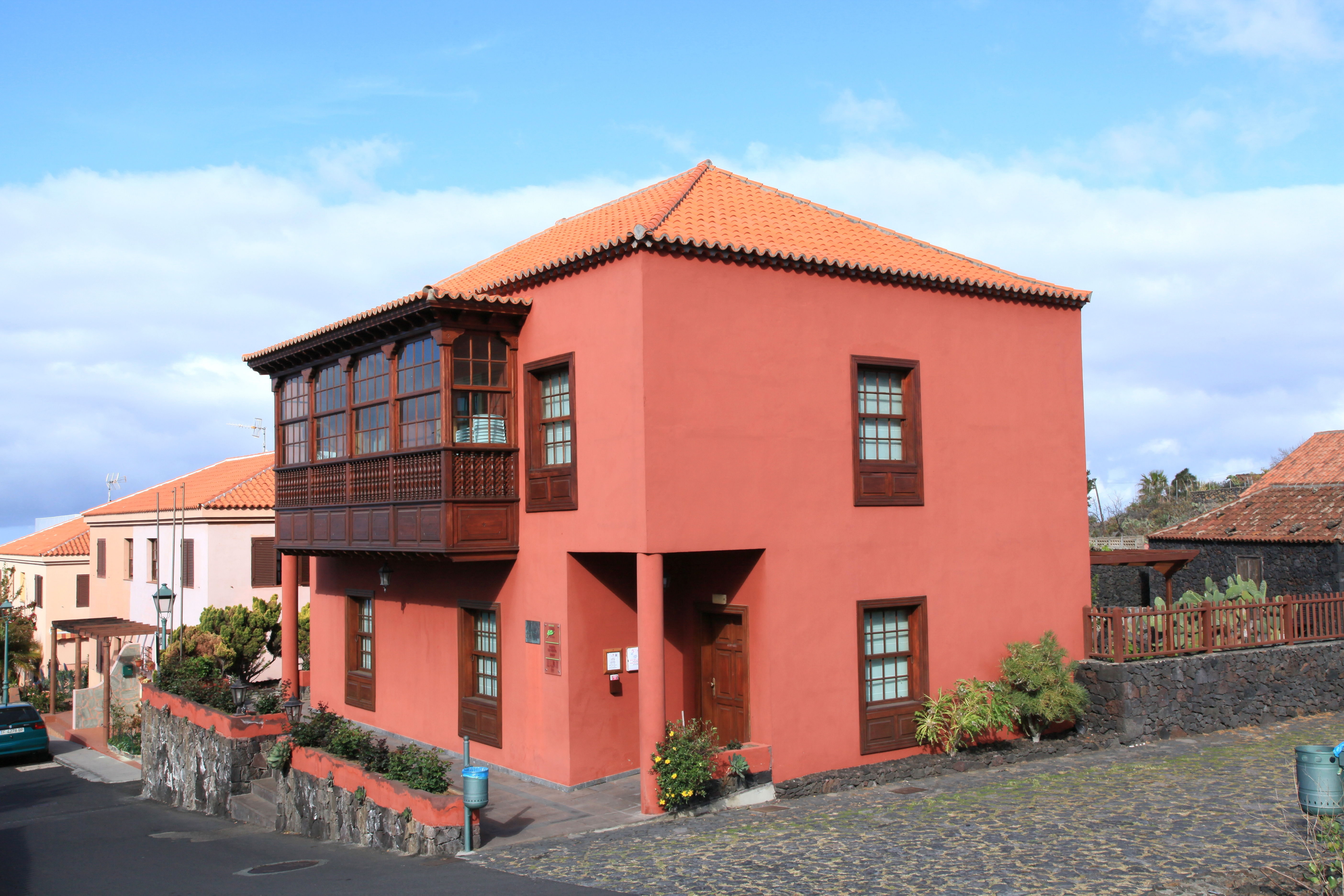
Casa Museo del Vino in Las Manchas
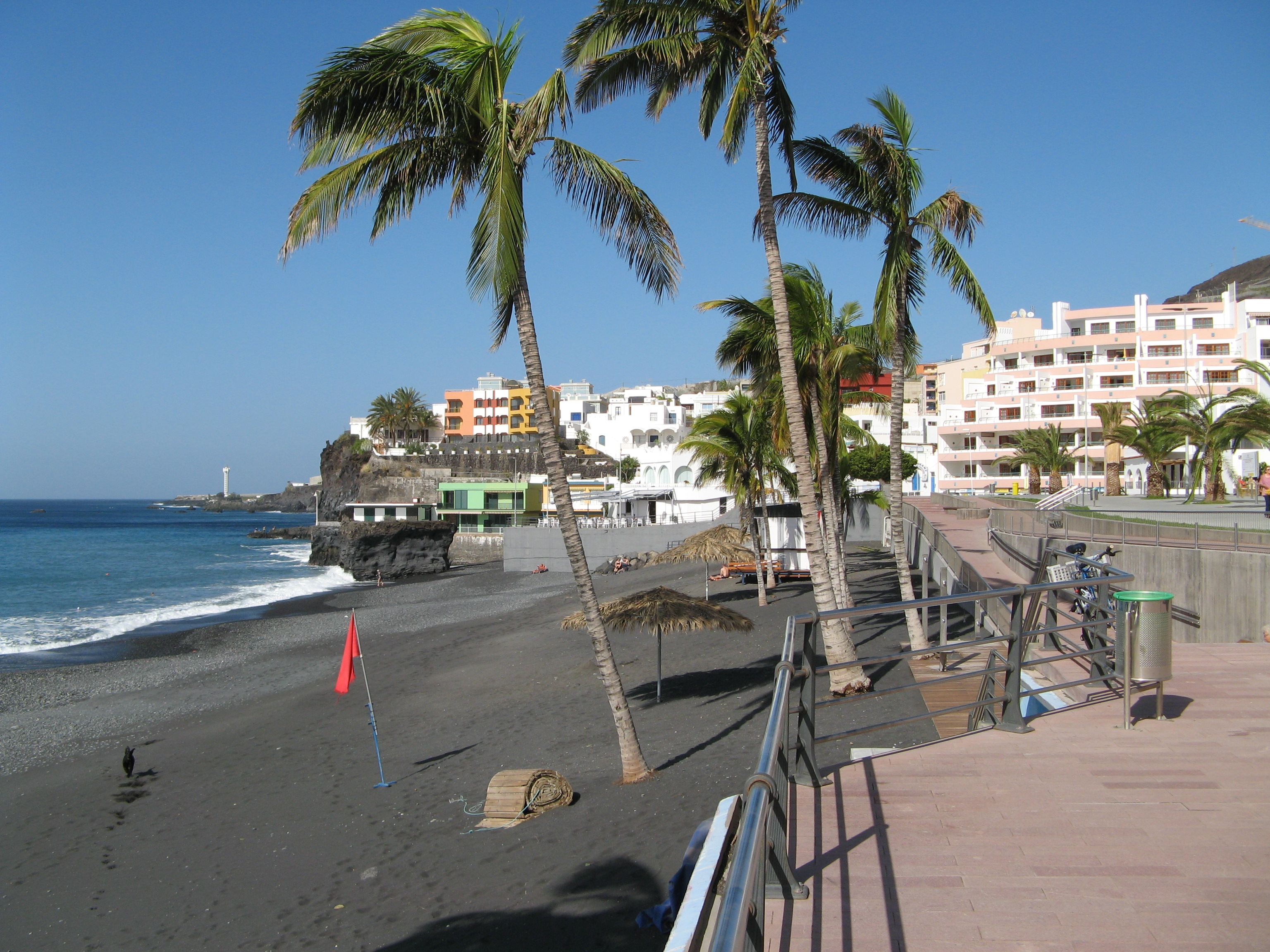
Strand in Puerto Naos
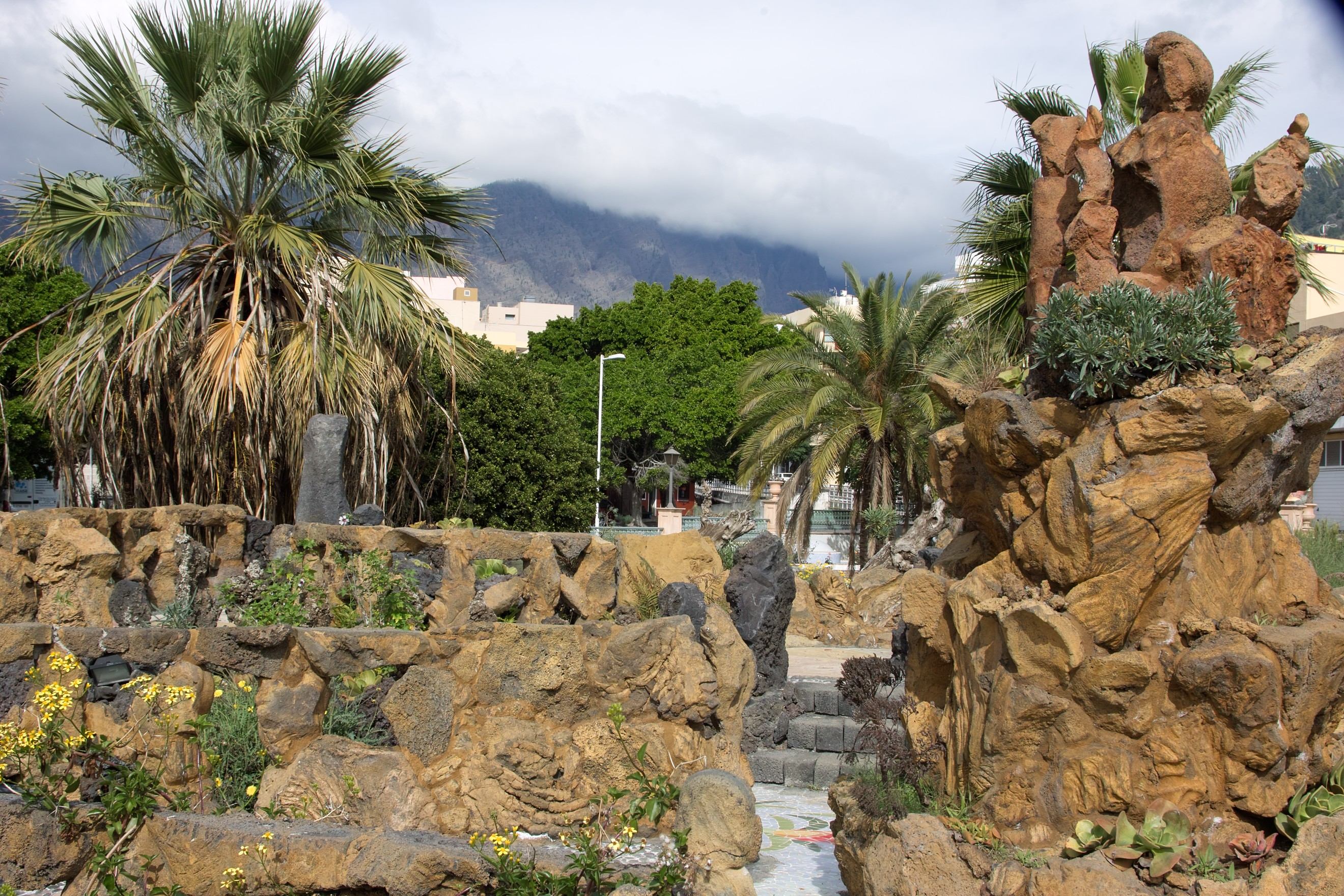
Botanischer Park (Parque Antonio Gómez Felipe) in Triana
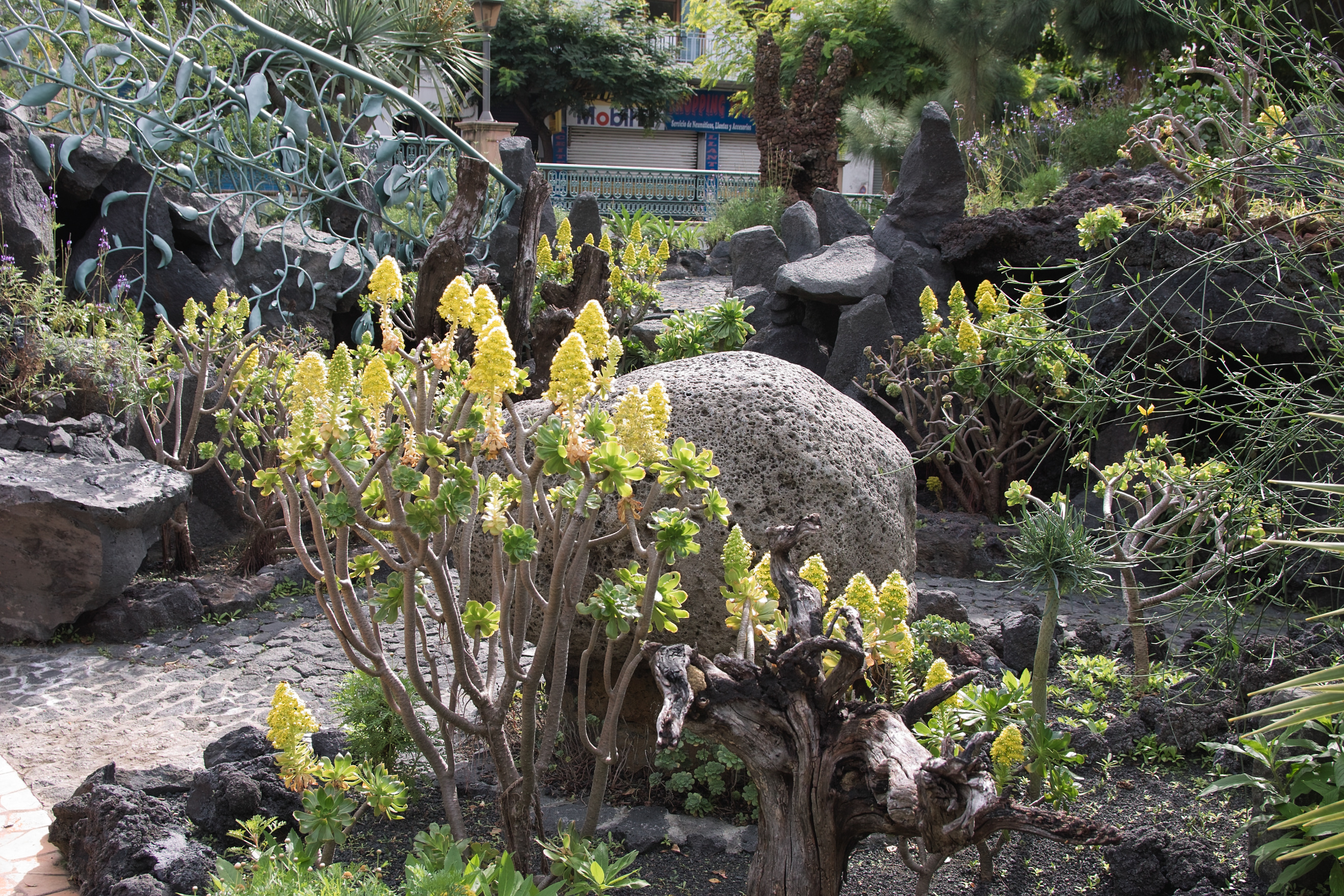
Botanischer Park (Parque Antonio Gómez Felipe) in Triana

## Orte der Gemeinde

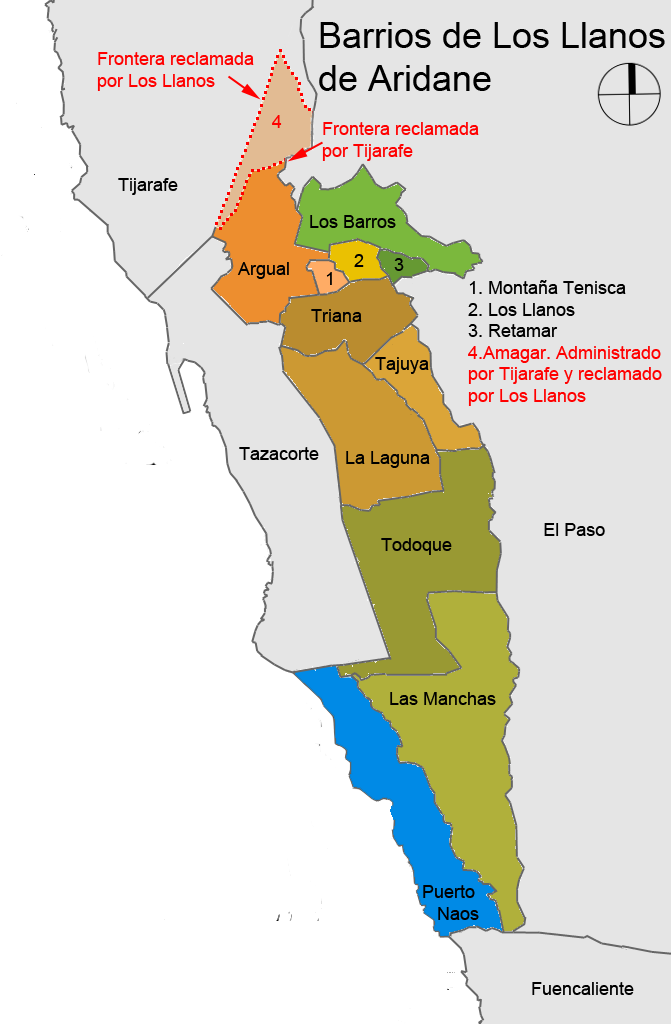
Gemeindeteile von Los Llanos de Aridane

Die Bevölkerungszahlen haben den Stand vom 1. Januar 2013.
- Argual (2614)
- La Laguna (1632)
- Las Manchas (889)
- Los Barros (2136)
- Los Llanos de Aridane (3630)
- Montaña Tenisca (2520)
- Puerto Naos (946)
- Retamar (2611)
- Tajuya (712)
- Todoque (1426)
- Triana (1814)

### Bevölkerungsentwicklung
| Jahr | Einwohner | + / −  |
| ---- | --------- | ------ |
| 1900 | 6638      |        |
| 1910 | 7214      | + 576  |
| 1920 | 6912      | − 302  |
| 1930 | 5786      | − 1428 |
| 1940 | 6614      | + 838  |
| 1950 | 7696      | + 1082 |
| 1960 | 9886      | + 2190 |

| Jahr | Einwohner | + / −  |
| ---- | --------- | ------ |
| 1970 | 12 118    | + 2232 |
| 1981 | 14 677    | + 2559 |
| 1990 | 17 062    | + 2385 |
| 2001 | 19 536    | + 2474 |
| 2005 | 19 878    | + 342  |
| 2009 | 20 525    | + 647  |
| 2013 | 20 930    | + 405  |